# United Buddy Bears

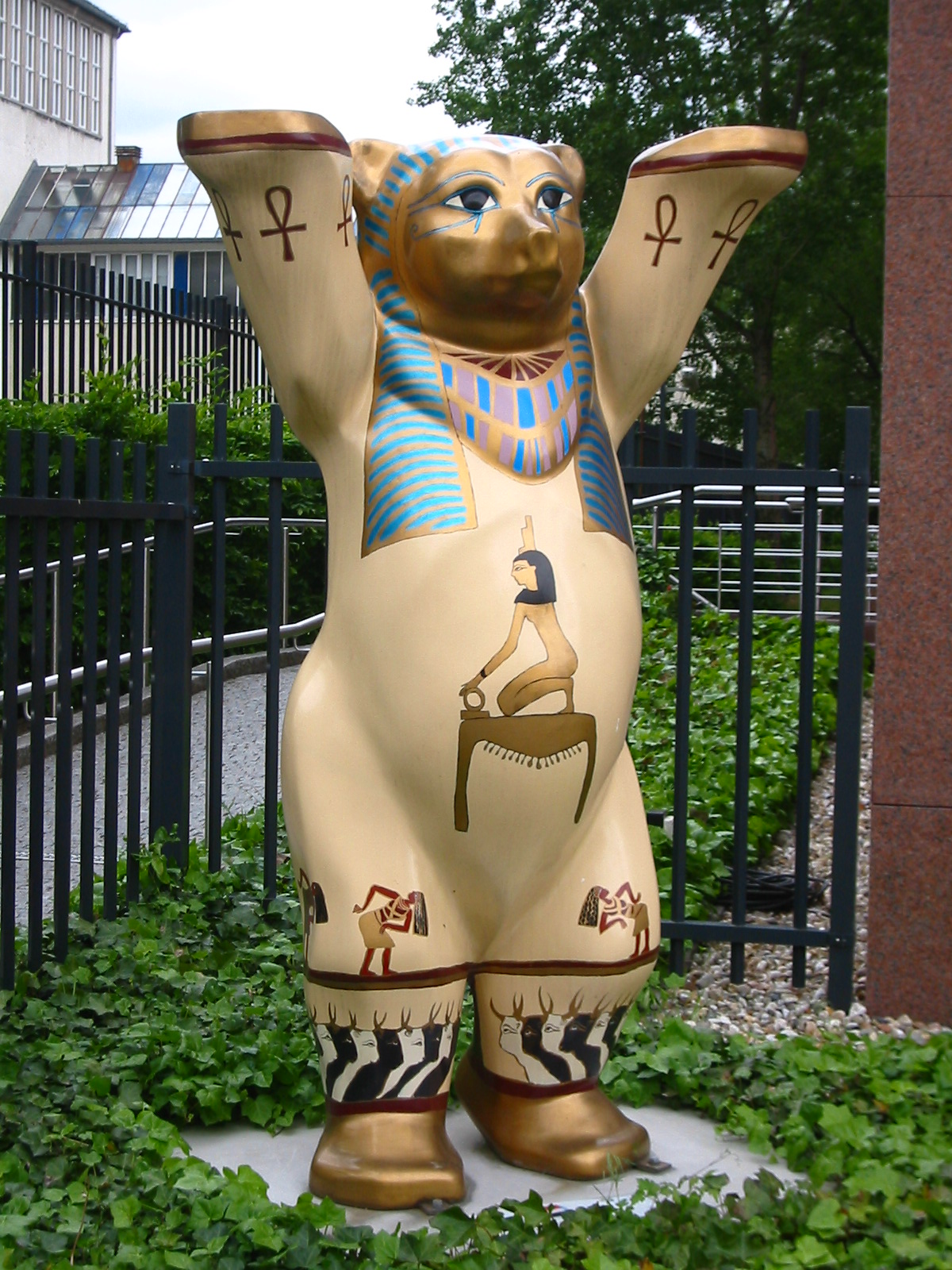
Buddy Beer - Egypte

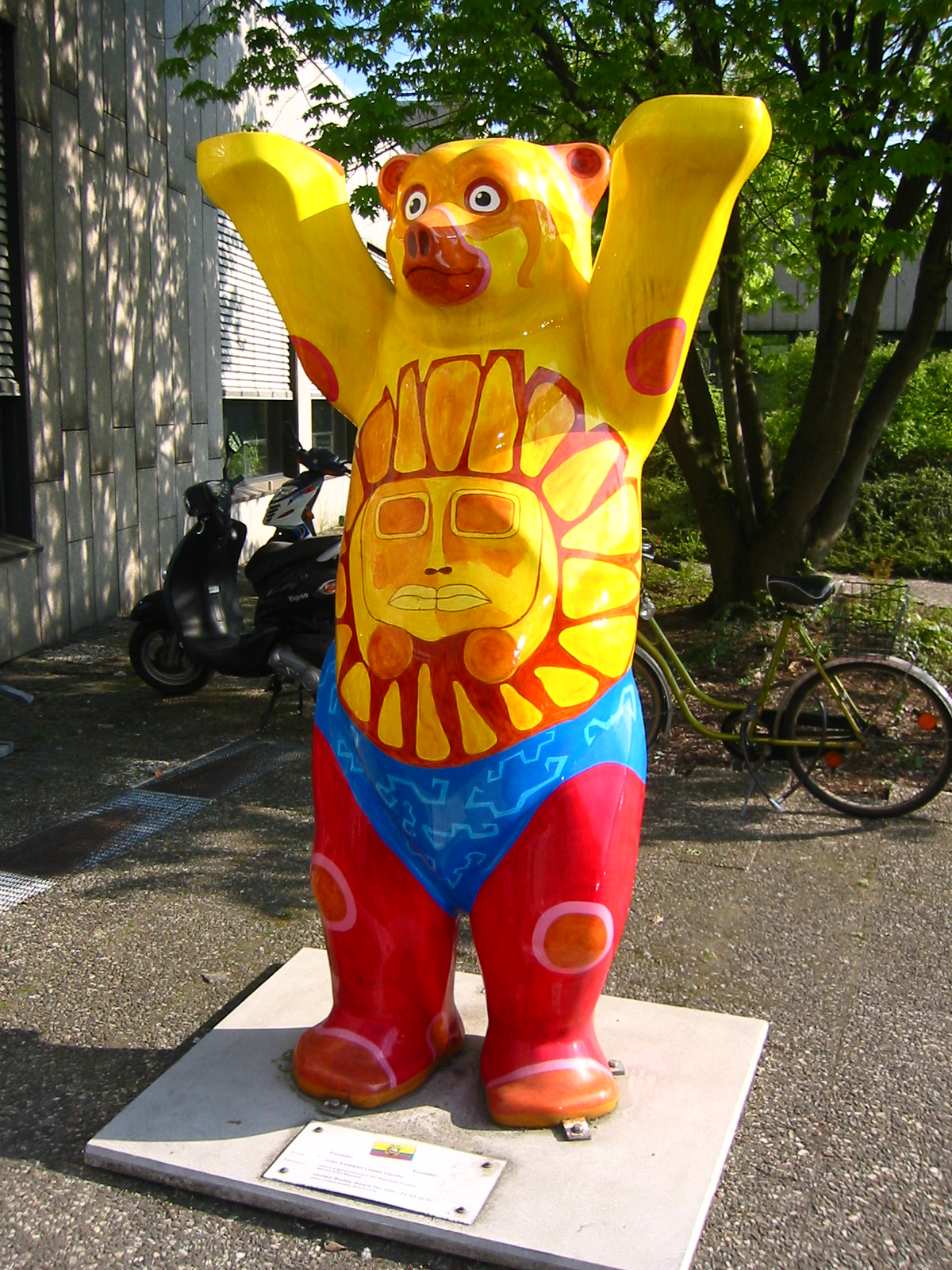
Buddy Beer - Ecuador

De Buddy Bear (Nederlands: Buddy Beer, Duits: Buddy Bär) is een 2 m groot berenstandbeeld, beschilderd in individuele kleuren. In 2001 en 2002 stonden er op openbare plaatsen binnen Berlijn zo'n 300 beren op de wegen en de pleinen. Veel van deze beren zijn daarna geveild ten behoeve van organisaties voor hulp aan kinderen.
In 1998 was er al een soortgelijke activiteit met koeien in Zürich, in 1999 in Chicago en in 2000 in New York. De United Buddy Bears hebben dat soort city-events – kunst in de publieke ruimte – verder ontwikkeld.

## United Buddy Bears
De United Buddy Bears zijn een internationaal totaalkunstwerk, geschapen door kunstenaars uit 146 landen. De kunstzinnig gemaakte beren – zij zijn elk 2 m groot – staan hand-in-hand naast elkaar, zij zijn ambassadeurs voor een vreedzaam bestaan met en naast elkaar.
Het idee en de filosofie die achter het volkverbindende project van de United Buddy Bears zitten, zijn niet vergelijkbaar met tentoonstellingen van diersculpturen op openbare plaatsen zoals die momenteel in veel steden van de wereld te zien zijn.
Het is de missie van deze United Buddy Bears om te werven voor tolerantie en begrip tussen de volken, culturen en religies. Elk van de United Buddy Bears representeert een door de Verenigde Naties erkend land en is door een kunstenaar individueel voor zijn vaderland vervaardigd. De verschillende stijlrichtingen van de internationale kunstenaars gaan vrolijk samen en verbinden zich tot een totaalkunstwerk.

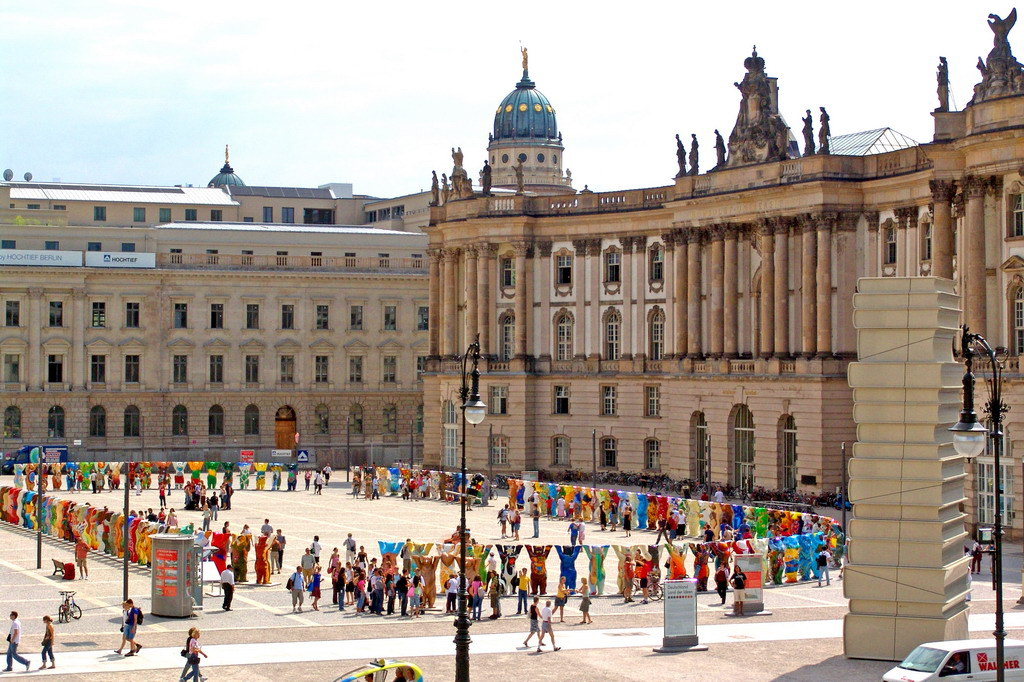
United Buddy Bears - Berlijn 2006

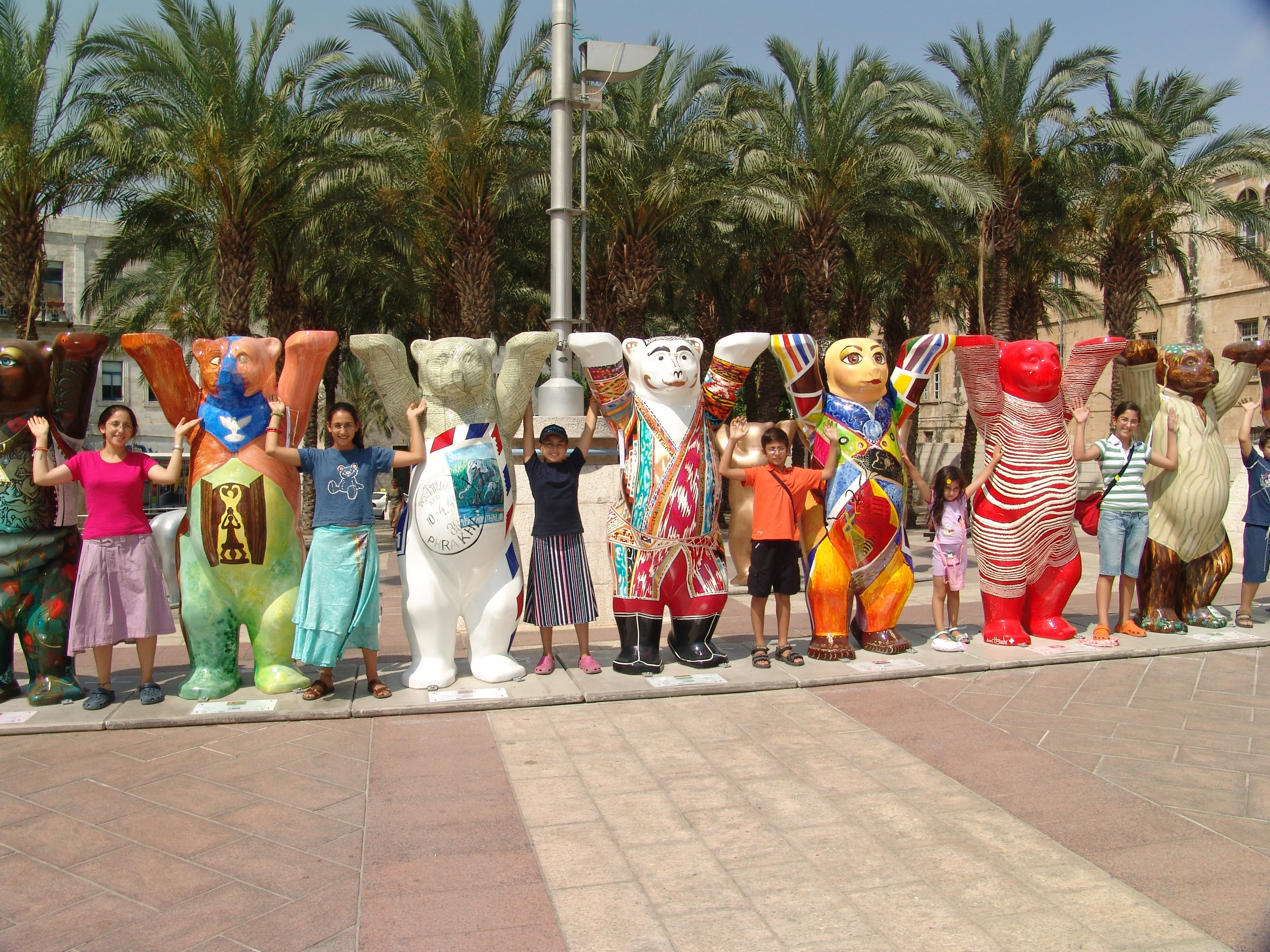
United Buddy Bears on Safra Square - Jeruzalem 2007

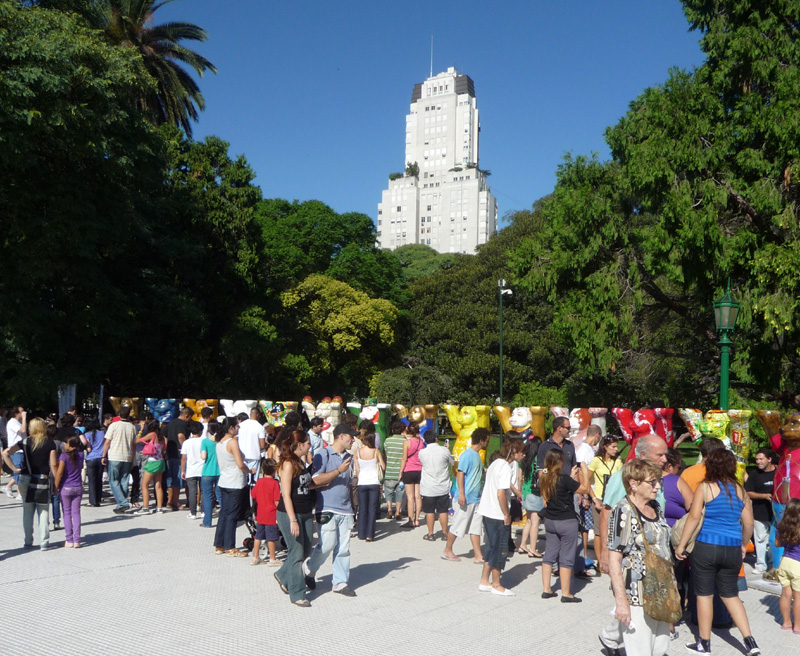
United Buddy Bears - Buenos Aires 2009

### United Buddy Bearsop wereldtournee
De tentoonstellingen van de United Buddy Bears zijn tot dusver op vijf continenten in 35 tentoonstellingen – met meer dan 45 miljoen bezoekers tot nu toe – gepresenteerd, onder andere in
- 2002/2003 Berlijn
- 2004 Kitzbühel, Hongkong, Istanboel
- 2005 Tokio, Seoel
- 2006 Sydney, Berlijn[2], Wenen[3]
- 2007 Caïro, Jeruzalem
- 2008 Warschau, Stuttgart, Pyongyang
- 2009 Buenos Aires, Montevideo[4]
- 2010 Berlijn - Hauptbahnhof, Astana, Helsinki
- 2011 Sofia, Berlijn - Kurfürstendamm[5], Kuala Lumpur,
- 2012 New Delhi[6], Sint-Petersburg[7], Parijs[8][9]
- 2013 Jekaterinenburg
- 2014 Rio de Janeiro
- 2015 Havana[10], Santiago de Chile[11]
- 2016 Penang[12]
- 2017/2018 Berlijn
- 2018 Riga[13]
- 2019 Guatemala-Stad[14]
- 2020-2023 Tierpark Berlin Friedrichsfelde
- 2024 Ljubljana
- Tentoonstellingen in Amsterdam en Antwerpen[15] staan gepland.

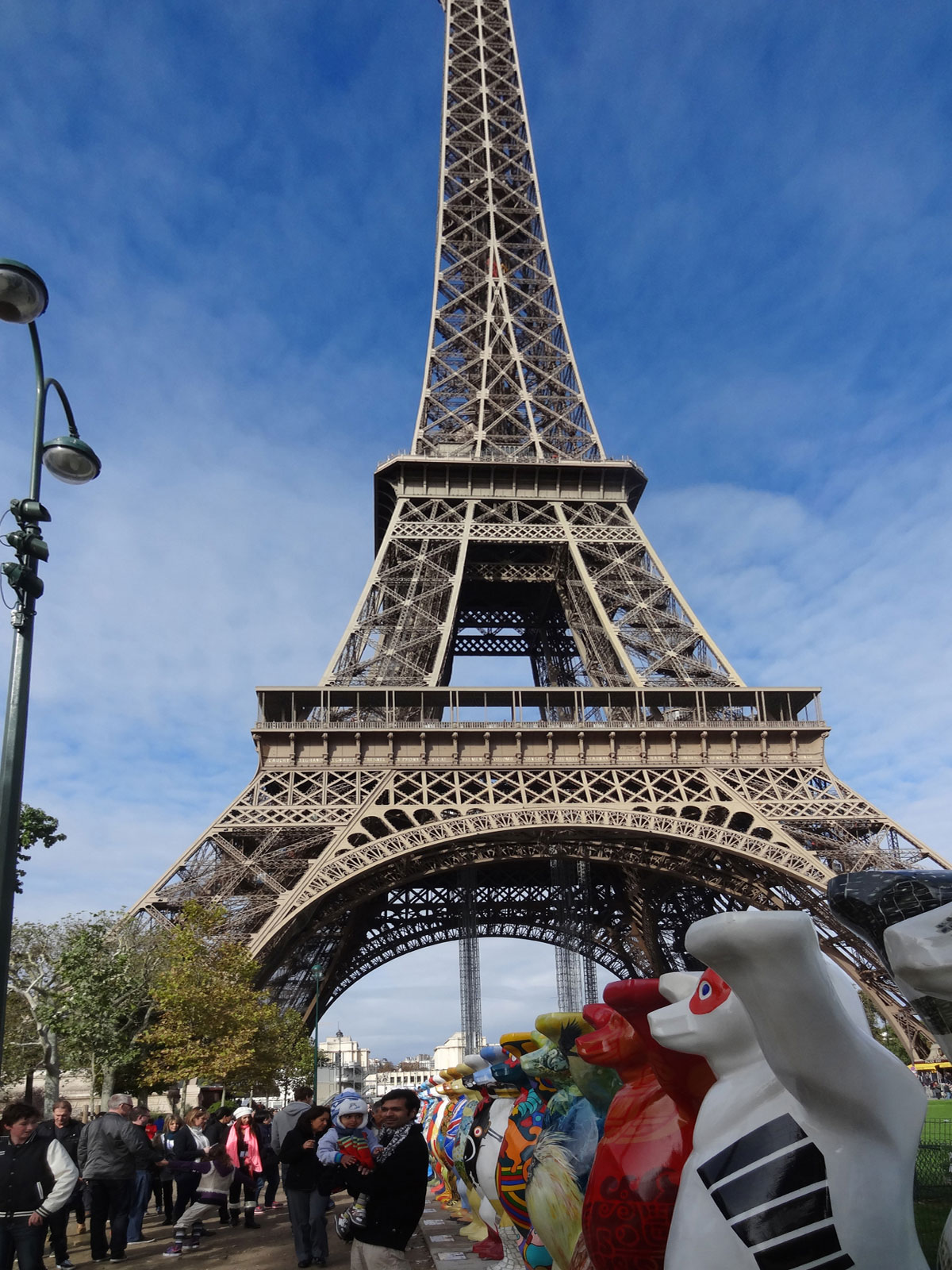
United Buddy Bears
Paris 2012

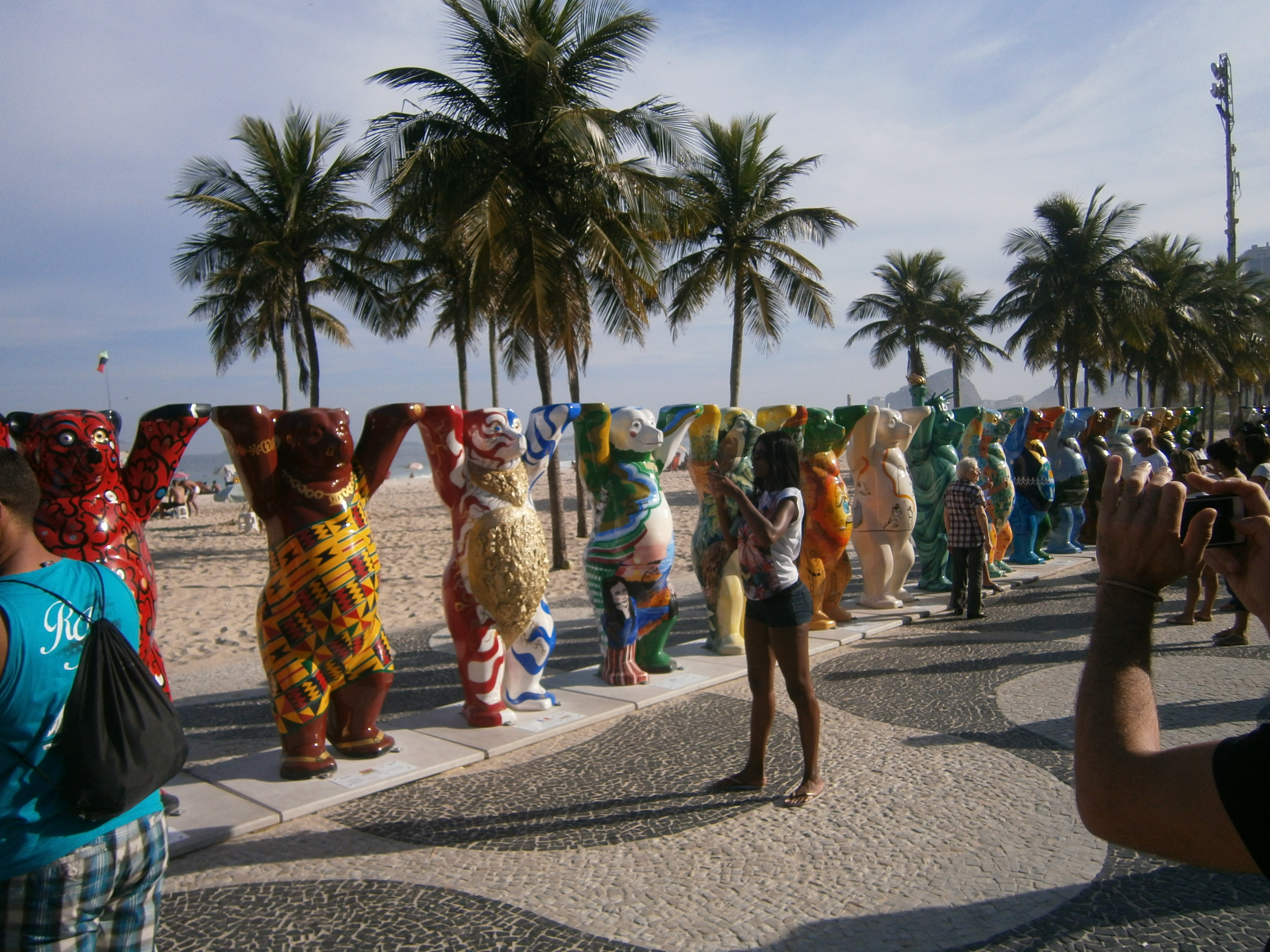
Rio de Janeiro
Copacabana (2014)

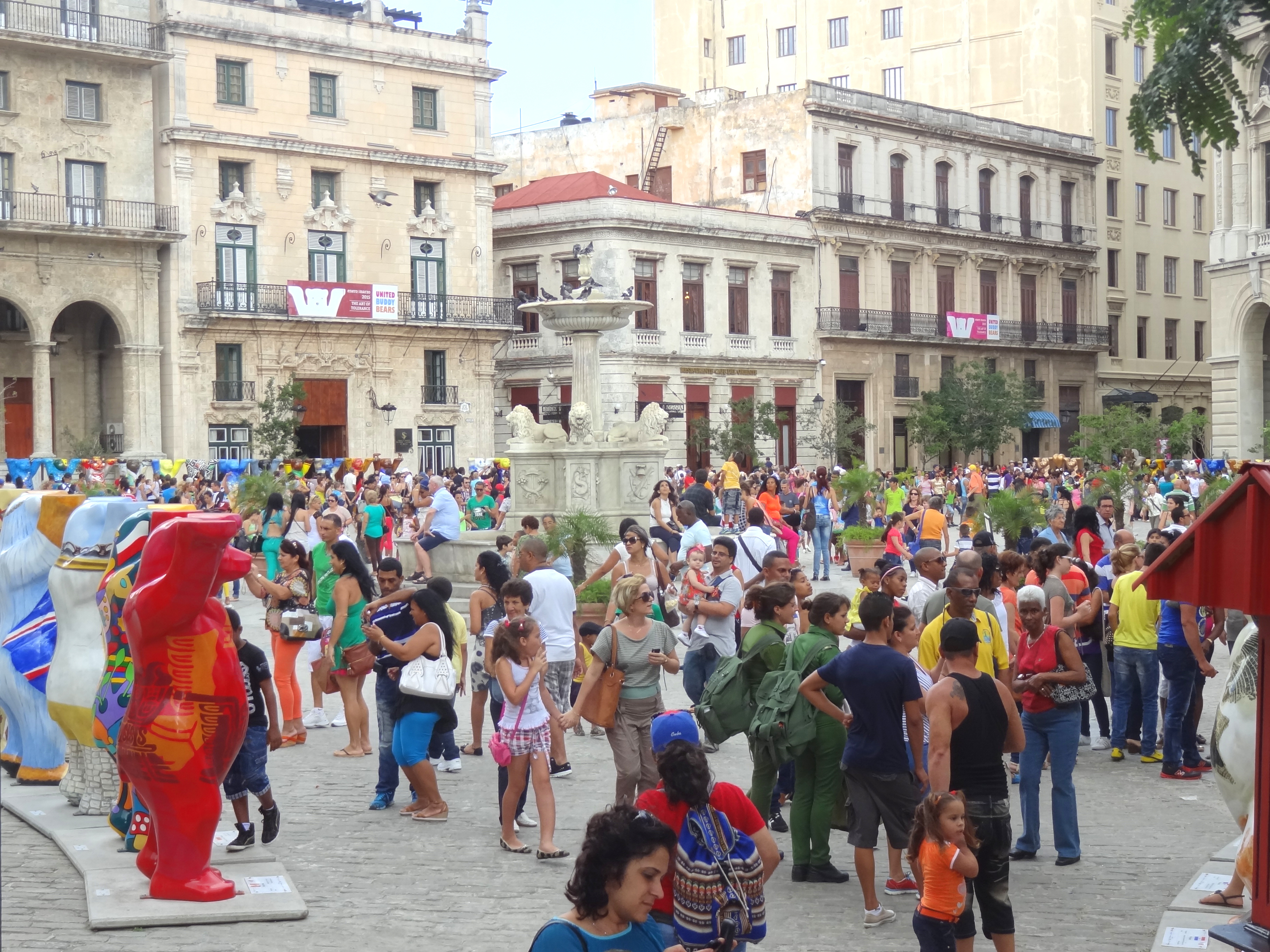
Havana
Plaza San Francisco de Asís (2015)

Onder het motto «Wij moeten elkaar beter leren kennen, dan kunnen wij elkaar beter begrijpen, meer vertrouwen en beter samenleven» proberen de initiators van het project, Eva en Klaus Herlitz, suggesties tot nadenken te geven over de manier waarop vreedzaam met en naast elkaar geleefd kan worden. Om deze reden staan alle beren ook met symboliek beladen, "hand-in-hand" naast elkaar. Zij staan vaak in een grote cirkel, door de organisators ook The Art of Tolerance genoemd.
De volgorde van de beren in de cirkel verandert van stad tot stad; zij wordt bepaald doordat de Buddy Bears naast elkaar worden opgesteld volgens de alfabetische volgorde in de desbetreffende landstaal.
De tentoonstellingen werden meestal geopend onder het beschermheerschap van UNICEF-ambassadeurs, zoals o.a. Peter Ustinov, Jackie Chan, Ken Done, Christiane Hörbiger, Mia Farrow, en de burgemeesters van de desbetreffende steden.

### De keuze van de kunstenaars
De kunstenaars zijn in de regel geselecteerd door hun ambassadeurs c.q. het Ministerie van Cultuur van hun land. De meeste kunstenaars zijn na 2002 naar Berlijn gegaan om daar in een "grootschalig atelier" een beer voor hun vaderland te maken met hun speciale, artistieke handschrift.
Door de gevarieerde en landspecifieke vormgeving van de Buddy Beren maakt de bezoeker aan de tentoonstellingen "een reis over de hele wereld". Op de verschillende beren zijn cultuur, historie, mensen, landschap, economie, muziek te ontdekken en daardoor wekken zij bij de toeschouwer de nieuwsgierigheid naar het betreffende land op.
De in 1971 in Rotterdam geboren kunstenaar Otto Jasper Stuurman werd in 2002 door de culturele afdeling van de Nederlandse ambassade in Berlijn geselecteerd om de United Buddy Bear voor Nederland te maken. Over de interpretatie van deze beer ontstonden er steeds opnieuw tegengestelde meningen bij de bezoekers aan de tentoonstellingen. Deze Nederlandse Buddy Bear kon zowel in Cairo als in Jeruzalem niet worden tentoongesteld uit consideratie met religieuze gevoelens.

### Bijzonderheden bij afzonderlijke tentoonstellingen
- Tokio 2005: De opening van de tentoonstelling in Tokio werd verricht door de Duitse Bondspresident Horst Köhler en de Japanse premier Junichiro Koizumi.

- Seoel 2005: In Korea heeft de beer een extra, speciale symboliek als oermoeder van de scheppingsmythe. Zo heeft de Noord-Koreaanse regering eindelijk besloten om in 2005 twee kunstenaars naar Berlijn te sturen, om een beer voor het land Noord-Korea te maken, dat tot dusver nog niet in de kring van de United Buddy Bears was vertegenwoordigd. In de herfst van 2005 stonden zodoende Noord- en Zuid-Korea voor de eerste keer vreedzaam hand-in-hand naast elkaar in Seoel.

- Jeruzalem 2007: Bij de tentoonstelling op het Safra Square, naast het stadhuis van de stad Jeruzalem, was voor de eerste maal ook Palestina gelijkberechtigd naast alle andere landen vertegenwoordigd. De United Buddy Bear van Israël stond tussen de twee landsberen van Iran en Irak.

## United Buddy Bears – The Minis

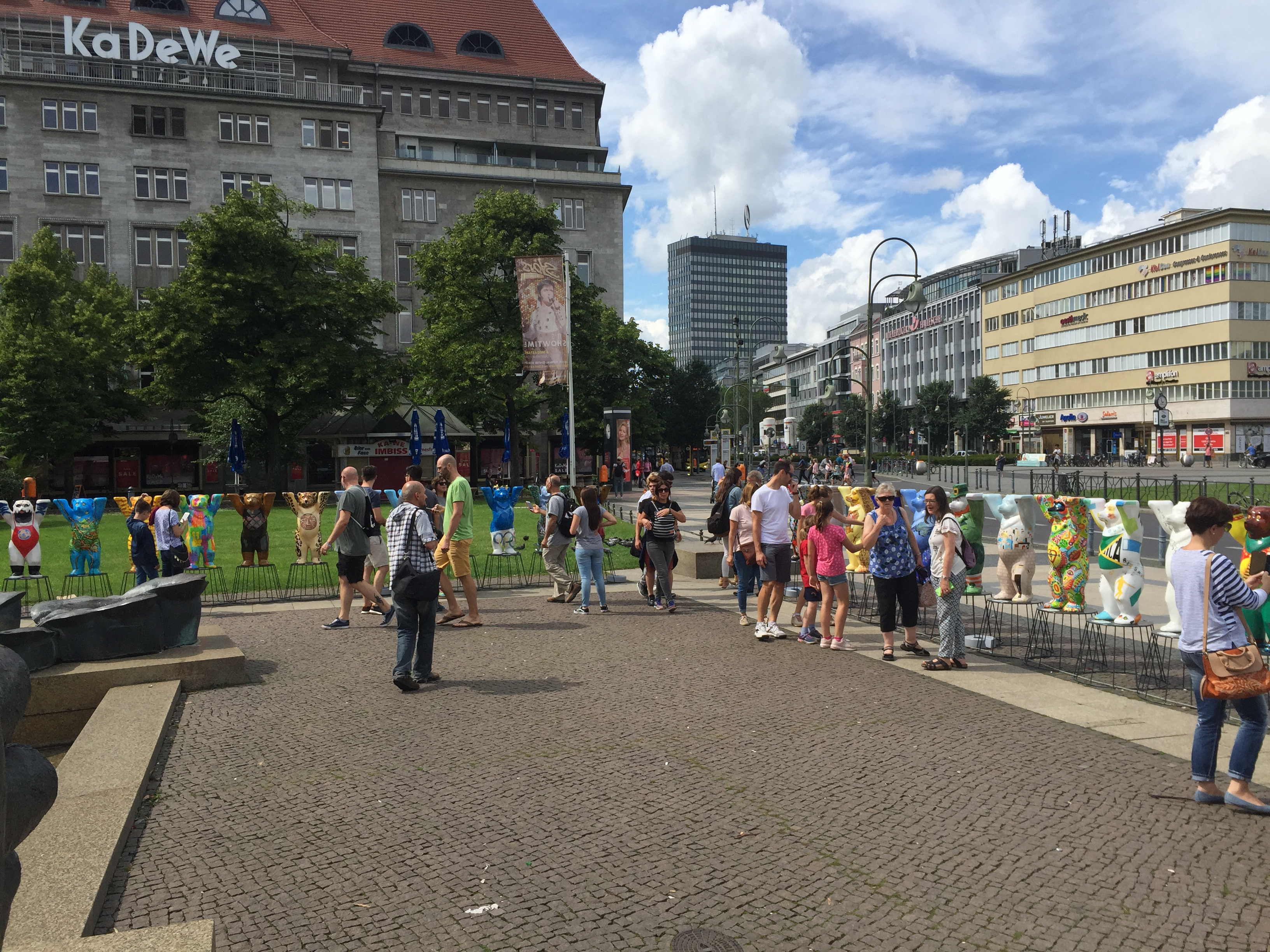
United Buddy Bears
The Minis
Berlin 2017
Wittenbergplatz

Veel van de internationale kunstenaars hebben ook een kleine United Buddy Bear (1 m groot) voor hun land gemaakt. Deze kring van United Buddy Bears – The Minis wordt eveneens op wisselende locaties over de gehele wereld tentoongesteld, vaak indoor in grote passages en hallen, zoals bv. in het Sony-Center in Berlijn of het vliegveld van Frankfurt am Main.

## Hulp voor kinderen in nood
De activiteiten rondom de United Buddy Bears en hulp voor in nood verkerende kinderen zijn een onafscheidelijke eenheid geworden. Door giften en veilingen van United Buddy Bears is tot dusver (stand: eind 2023) meer dan 2,5 miljoen € bij elkaar gebracht voor UNICEF en diverse lokale hulporganisaties voor kinderen.
Dankzij de inzet van Jackie Chan, die sinds 2003 ook UNICEF-ambassadeur is, konden bij de openingsmanifestatie in Hongkong in 2004 cheques met een totale waarde van 447.000 € aan drie verschillende hulporganisaties worden overhandigd.
Vaak worden losse United Buddy Bears ten gunste van UNICEF geveild – en wel altijd als er van tevoren voor het desbetreffende land een nieuwe Buddy Bear is gemaakt. Door deze permanente vervanging ziet elke tentoonstelling er ook telkens nieuw en anders uit.